# Лещинский, Лев Александрович
Лев Александрович Лещинский (14 декабря 1925 ― 5 октября 2008) ― советский и российский врач-кардиолог, заслуженный врач РСФСР, доктор медицинских наук, профессор, почётный гражданин города Ижевска (1997).

## Биография
Лев Александрович родился 14 декабря 1925 года в Харькове Украинской ССР.
В 1949 году Лещинский с отличием завершил обучение в Ижевском медицинском институте, а в 1952 году закончил клиническую ординатуру у профессора А. Я. Губергрица. Стал заниматься врачебной деятельностью в городе Перми. В 1955 году возвратился в Ижевск и продолжил свою научно-практическую деятельность на кафедре госпитальной терапии в Ижевском медицинском институте в качестве ассистента. В 1965 году избран на должность заведующего кафедрой и защитил диссертацию на соискание степени доктора медицинских наук. С 1967 года стал профессором. В 1979 году Лещинского назначают научным руководителем Республиканского клинического кардиологического центра.
Основные исследования Льва Александровича были посвящены клинической кардиологии, реаниматологии, интенсивной терапии, ревматологии, проблемам философских, этических и правовых норм, связанных с лечебной и научно-методической деятельностью. Автор 620 научных работ, 18 статей в зарубежной печати, 7 монографий, 12 популярных брошюр, Лещинский являлся редактором более 20 научных сборников.
За свою авторскую монографию «Ишемическая болезнь сердца» в 1989 году Лещинский удостоен премии имени Г. Ф. Ланга Академии медицинских наук СССР. Активный участник медицинского научного сообщества, являлся действительным членом Международной академии информатизации, был академиком Нью-Йоркской академии наук, академиком Российской академии медико-технических наук.
В 1997 году решением депутатов города Ижевска был удостоен звания «Почётный гражданин города Ижевска».
Проживал в городе Ижевске. Умер 5 октября 2008 года.

## Награды и звания
- Медаль "В ознаменование 100-летия со дня рождения Владимира Ильича Ленина",
- заслуженный врач РСФСР,
- Заслуженный деятель науки Российской Федерации (29 декабря 1994) — за заслуги в научной деятельности
- Отличник здравоохранения (СССР),
- Почётный гражданин города Ижевска (1997).